# Dalea multiflora
Dalea multiflora är en ärtväxtart som först beskrevs av Thomas Nuttall, och fick sitt nu gällande namn av Lloyd Herbert Shinners. Dalea multiflora ingår i släktet Dalea, och familjen ärtväxter. Inga underarter finns listade i Catalogue of Life.